# 아게역
아게역(일본어: 上ゲ駅)은 일본 아이치현 지타군 다케토요정에 위치한 나고야 철도 고와선의 철도역이다. 역 번호는 KC 15이며, 상대식 승강장 2면 2선의 구조를 갖춘 고가역이다.

## 타는 곳
| 1 | ■ 고와선 | 하행 | 고와 · 우쓰미 방면              |
| 2 | ■ 고와선 | 상행 | 오타가와 · 나고야 · 쓰시마 방면 |

## 이용 현황
- 2013년 기준 : 583명

## 역 주변
- 국도 제247호선(일본어판)
- 다케오 신사
- 다케토요 정립 도서관
- 주오 공민관

## 인접 역
| 나고야 철도 고와선           | 나고야 철도 고와선 | 나고야 철도 고와선           |
| ---------------------------- | ------------------ | ---------------------------- |
| KC 14 아오야마 오타가와 방면 | ■ 고와선           | 지타타케토요 KC 16 고와 방면 |